# Hypogymnia apinnata
Hypogymnia apinnata är en lavart som beskrevs av Goward & McCune. Hypogymnia apinnata ingår i släktet Hypogymnia och familjen Parmeliaceae.   Inga underarter finns listade i Catalogue of Life.